# El Noguer (Viladrau)
El Noguer és un mas a mig km al sud del nucli de Viladrau (Osona) catalogat a l'Inventari del Patrimoni Arquitectònic de Catalunya.

## Arquitectura

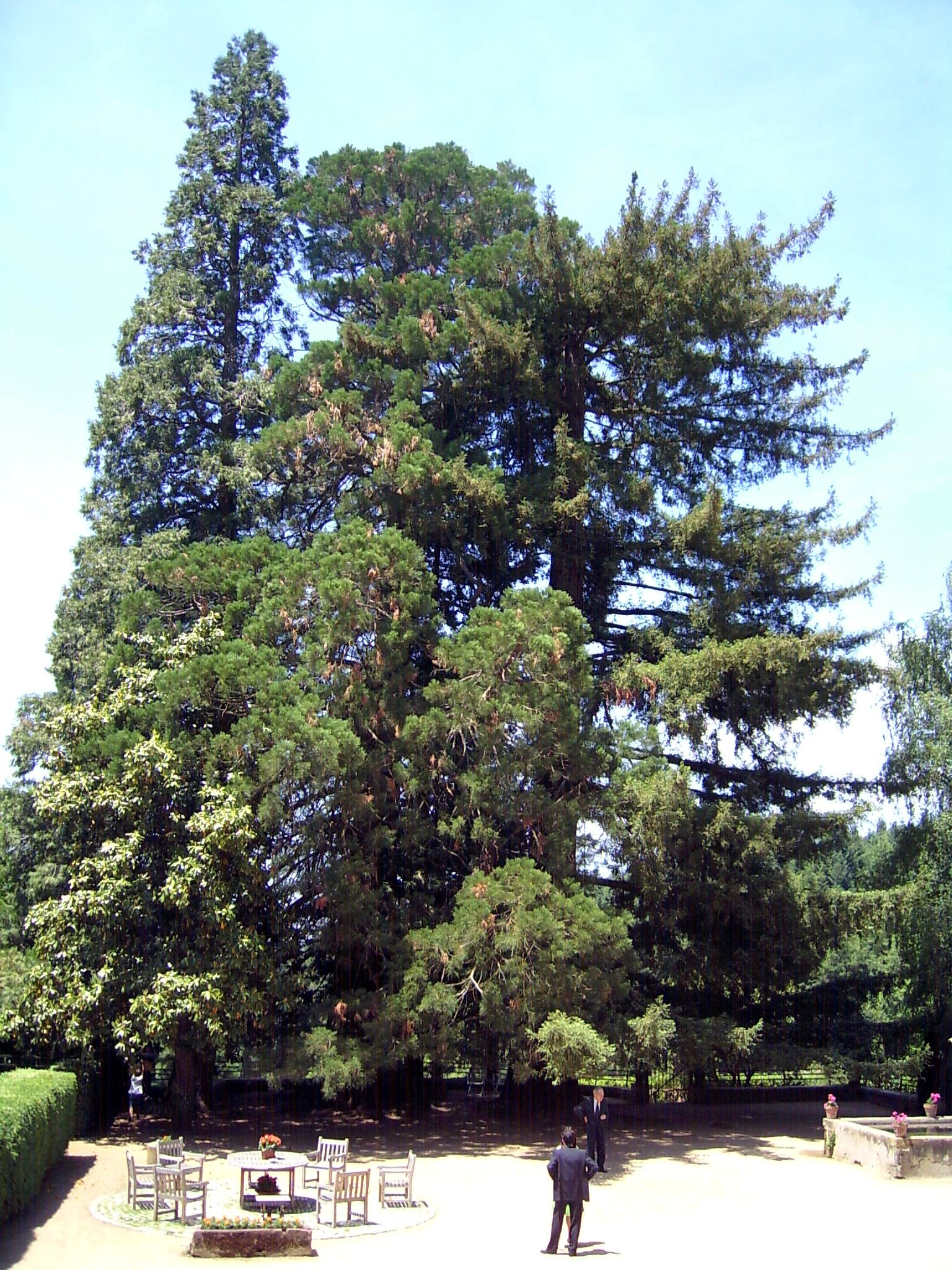
Sequoia del Noguer

Masia de planta rectangular (20x15) coberta a dues vessants amb el carener perpendicular a la façana de migdia. S'observa un afegit més nou a la façana nord. Consta de planta i tres pisos. La façana principal presenta un portal rectangular central d'arc escarser datat (1802), d'emmarcaments de granit gris, i un lateral, que dona accés a l'habitatge actual dels masovers, també de granit, i una finestra rectangular amb reixa de forja; les obertures d'aquesta façana estan disposades simètricament i són de gres; el primer pis presenta un balcó central amb peanya escripturada, barana de ferro i portal rectangular (a sobre del qual hi ha un rellotge de sol) i dues finestres laterals amb ampit motllurat; al segon pis, tres finestres rectangulars amb ampit motllurat, i dues bessones sota el carener a les golfes. La façana E presenta a la planta sis finestres amb forjat, una de les quals està situada sota el pont que comunica el mur lateral amb el primer pis; aquest presenta un portal rectangular datat (1800) davant del pont i cinc finestres, una d'elles tapiada; el segon presenta tres finestres quadrades (una de tapiada) un òcul rodó d'estuc sobre el portal, i un finestral d'arc escarser amb emmarcaments d'estuc simulant totxos. La façana N presenta un cos de porxos de dos metres adossat a tota la façana que està tota ella, igual que les obertures, emmarcada amb totxo i presenta a la planta cinc finestrals rectangulars amb forjat; al primer pis cinc arcades (d'arc carpanell) sostingudes per pilars de totxo que emmarquen sis finestres rectangulars entre les arcades, i que en conjunt formen un porxo-galeria; el segon pis distribuït idènticament al primer exceptuant la barana de ferro i la manca de les dues finestretes laterals formant un porxo; sota el carener tres petites arcades, de les que la central és la més gran. La façana O presenta a la planta sis finestres rectangulars; al primer pis sis més, una d'elles més petita i quadrada, i cinc finestres rectangulars a les golfes. A l'angle S-O hi ha un safareig.
Edifici de planta rectangular (9x6) cobert a dos vessants amb el carener perpendicular a la façana de ponent i adossat al mur de contenció que segueix de la casa pairal. Consta de planta i actualment un altell i està construïda amb pedra basta rejuntada amb calç amb els angles i emmarcaments de totxo. La façana principal presenta un gran portal d'arc rebaixat al sector S, i dues obertures, una finestra també d'arc rebaixat amb forjat al sector N i un gran òcul rodó sota el carener. La façana S presenta un finestral d'arc rebaixat amb reixa de forja i un cos obert a un vessant adossat, fet de totxana i arrebossat que l'uneix amb l'edifici de les vaqueries. La façana N presenta un gran portal central d'arc rebaixat que és el d'entrada a les cotxeres. La façana E és cega i està parcialment adossada al mur, en què hi ha un passadís d'accés a la pallissa de la vaqueria.

## Història
Masia del segle xix relacionada amb l'antic mas el Noguer, que probablement formava part dels 82 masos que existien en el municipi pels volts de 1340, segons consta en els documents de l'època. El trobem registrat en els fogatges de la "Parròquia i terme de Viladrau fogajat a 6 de octubre 1553 per Joan Masmiguell balle com apar en cartes 230" juntament amb altres 32 que continuaven habitats després del període de pestes, on consta un tal "Joan Noguera". Els actuals propietaris no mantenen el cognom d'origen.
El mas és documentat el segle xiii. Pertanyé primer al llinatge de cognom Noguer, però passà als Martí i als Bofill per enllaços matrimonials.

### Hereus del Noguer
- Salvi Martí, hereu del Noguer i del Martí.
- Margarida Martí i Noguer, pubilla del Noguer i del Martí.
- Jaume Bofill i Noguer, hereu del Noguer i del Martí.
- Ramon Bofill i Gallès (1858-1931), hereu del Noguer i del Martí.
- Santiago Bofill i Pascual (1900-1981), 3r marquès de Pascual-Bofill, hereu del Noguer i del Martí.
- Ramon Bofill i Portabella (?-1990), hereu del Noguer i del Martí.
- Antoni M. Claret Bofill i Portabella, hereu del Noguer. 4t i actual Marquès de Pascual-Bofill.